# Венден (Зауерланд)
Венден (њем. Wenden) општина је у њемачкој савезној држави Северна Рајна-Вестфалија. Једно је од 7 општинских средишта округа Олпе. Према процјени из 2010. у општини је живјело 20.056 становника. Посједује регионалну шифру (AGS) 5966028, NUTS (DEA59) и LOCODE (DE WNE) код.

## Географски и демографски подаци
Венден се налази у савезној држави Северна Рајна-Вестфалија у округу Олпе. Општина се налази на надморској висини од 411 метара. Површина општине износи 72,6 km². У самом мјесту је, према процјени из 2010. године, живјело 20.056 становника. Просјечна густина становништва износи 276 становника/km².